# Le Meilleur (roman)
Pour les articles homonymes, voir Le Meilleur.
Le Meilleur (titre original en anglais : The Natural) est un roman américain de Bernard Malamud publié en 1952.
Le roman n'est traduit et publié en français que le 4 février 2015 aux éditions Rivages. 
L'ouvrage est adapté au cinéma en 1984 sous le titre Le Meilleur (The Natural) où l'acteur Robert Redford interprète le rôle principal de Roy Hobbs. 

## Résumé
Le récit évoque le parcours atypique de Roy : joueur de baseball prometteur, sa carrière s'interrompt à cause d'un coup de feu tiré par sa maîtresse. Mais, dix ans plus tard, par la grâce de l'American Dream, Roy devient le meilleur joueur du pays, un héros surpuissant, qui semble invincible.

## Particularités du roman
Premier roman de Bernard Malamud, Le Meilleur est un « grand roman américain ». Texte culte, légendaire, admiré de Philip Roth, Don DeLillo ou Chad Harbach, il est considéré en Amérique comme un chef-d’œuvre dès sa parution en 1952.

## Éditions
Édition originale américaine
- (en) Bernard Malamud, The Natural, New York, Harcourt Brace and Company, 1952

Édition française
- Bernard Malamud (trad. de l'anglais par Josée Kamoun), Le Meilleur [« The Natural »], Paris, Rivages, 4 février 2015, 298 p. (ISBN 978-2-7436-2974-8, BNF 44330568).

## Adaptation cinématographique
- 1984 : Le Meilleur, film américain réalisé par Barry Levinson, avec Robert Redford, Robert Duvall, Glenn Close et Kim Basinger